# Klee

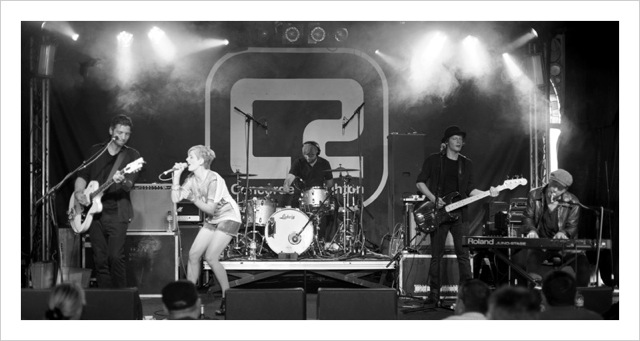
2010

Klee(클레)는 독일의 밴드이다.

## 개요
1997년 Ralley라는 이름으로 동명의 데뷔음반을 발표하였다. 1999년 두 번째 앨범을 발표한 후 밴드 구성원 두명이 교통사고를 당하여 3년의 공백기간을 가졌다. 복귀하면서 밴드명을 Klee로 바꾸었다.
Klee라는 이름은 스위스의 화가 파울 클레에 대한 오마쥬이자 행운을 상징하는 클로버의 뜻을 담고 있다.

## 음반
- 2003년	Unverwundbar
- 2004년	Jelängerjelieber
- 2006년	Zwischen Himmel und Erde
- 2006년	Honeysuckle (Jelängerjelieber의 미국 출시 버전)
- 2008년	Berge versetzen